# Wilhelm Lawall
Wilhelm „Willy“ Lawall (* 27. April 1908 in Dudweiler; † unbekannt) war ein deutscher Politiker der SPD. Er war von Mai bis Juli 1947 Mitglied der Verfassungskommission des Saarlandes. Am 24. Juli 1947 wurde Angela Braun-Stratmann zu seiner Nachfolgerin ernannt.
Lawall trat am 1. Juli 1925 dem Ortsverband Dudweiler der SPD bei. In Dudweiler arbeitete er als Verwaltungssekretär. Im Jahr 1935 emigrierte er mit seiner Frau Herta Lawall nach Mirande in Frankreich. Nach Ende des Zweiten Weltkrieges kehrte er ins Saarland zurück und wurde im Januar 1946 Mitglied im Industrieverband „Öffentliche Betriebe und Verwaltungen Saarland“. Lawall wurde in die Verfassungskommission des Saarlandes berufen, der er von Mai bis Juli 1947 angehörte. Am 24. Juli 1947 wurde Angela Braun-Stratmann seine Nachfolgerin.